# Medborgargarde
| Medborgargarde |
| --- |
| - Betydelse: Frivillig vaktstyrka, ibland med självpåtagna polisiära uppgifter. - Bakgrund: I svensk skrift sedan 1848. - Relaterade begrepp: Grannsamverkan och vigilant. |

Ett medborgargarde är en frivillig vaktstyrka som tar lagen i egna händer. Ibland tar vissa medborgargarden på sig polisiära uppgifter. Medborgargarden har många gånger fått konsekvenser såsom lynchningar och framdrivning av mobbliknande situationer i exempelvis USA. Ett i närtid stående exempel var när maskerade män i Sverige gått ut för att attackera flyktingbarn. Brottsförebyggande rådet förordar grannsamverkan och att det är viktigt att polisen är delaktig i verksamheten för att kvalitetssäkra den och undanröja riskerna för medborgargarden.

## Etymologi
Begreppet medborgargarde syftar på att det handlar om medborgare som själva tagit på sig uppgiften att vakta och skydda (som ett garde – vaktstyrka) sig själva, sin omgivning eller andra skyddsvärda företeelser. Ordet förekom i svensk tidningstext år 1848.

## Bakgrund och funktion
En del medborgargarden påstår att de verkar i brist eller i väntan på myndighetsingripanden. Enligt kriminologen Lee Johnstons har medborgargarden två drivkrafter: Brottsbekämpning och social kontroll. Genom social kontroll och brottsbekämpning önskar medborgargarden förebygga brottslighet och kontrollera att den sociala ordningens normer, traditioner och hierarkier efterlevs av lokalsamhällets medlemmar.

## Utbredning
Internationellt och historiskt har medborgargarden verkat i många länder och tider. I USA finns en väldokumenterad historia av medborgargarden som blandat politik och religion, och har historiskt fram till nutid ofta en prägel av extremism och högerpolitik knuten till historisk amerikansk raspolitik. Medborgargarden eller liknande uppbåd har i USA:s sydstater i historisk tid varit ansvariga för misshandel eller lynchningar av svarta personer som inte följt den traditionella ordningen och rasuppdelningen. I vissa situationer kan tillfälliga uppbåd eller organiserade medborgargarden också vara ansvariga för eller delaktiga i än allvarligare våldshandlingar, som exempelvis pogromer. Till följd av konflikten i Nordirland mellan lojalister (främst bestående av protestanter) och republikaner (främst bestående av katoliker) uppstod det medborgargarden vilka ägnade sig åt att bestraffa vad de menar var kriminella, men även terrorbrott. Det finns i nutid både politiskt och religiöst betonade medborgargarden och andra personer som utövar hedersförtryck, religionsförföljelse och rasistiskt våld.
I Sverige finns (moderna) exempel på medborgargarden eller liknande som anger att de agerat i väntan/avsaknad på polisingripanden. Två i närtid stående exempel är när maskerade män i Sverige under 2015 gått ut för att attackera flyktingbarn, och när en misstänkt dieseltjuv jagades i hög fart på E4 i slutet av 2015. Den senare händelsen, i Ljungby, resulterade i fängelsestraff för att ha tagit lagen i egna händer och misshandlat personer misstänkta för inbrott. Under 2015 skrevs det om medborgargarden i bland annat västmanländska Virsbo, där man patrullerade ortens gator nattetid. Orsaken var upplevd knarkhandel och relaterad brottslighet.

### Religiösa medborgargarden
Den svenska polisen har sedan december 2015 identifierat särskilt utsatta områden i Sverige, och ett av kriterierna är att det förekommer systematiska kränkningar av religionsfriheten eller starkt fundamentalistiskt inflytande i området som begränsar människors fri- och rättigheter. Ett inslag i TV-programmet Kalla Fakta redogjorde i april 2017 för religiösa medborgargardens förtryck av kvinnor i förorter i Sverige. I Borås har vigilantister ringt på hemma hos familjer ifall deras dotter tagit av sig sin slöja (hijab) eller gått i byxor, enligt en polis.
Det förekommer även medborgargarden som är mer religiöst och nationalistiskt betonade, exempelvis Moralpolisen i Indien som verkar för att begränsa aktiviteter som uppfattas som "mot indisk kultur" och "omoraliska", exempelvis visst västerländskt inflytande. Kärlekspar har blivit slagna för att kyssas och hålla hand offentligt. Butiker har vandaliserats för att de säljer Alla hjärtans dag-kort och -gåvor. Våldsamma protester har skett utanför Miss World-tävlingens lokaler.
I Storbritannien genomförde medborgargardet Shariapatruller en rad aktioner mot människor i närområdet. Medborgargardet bestod av unga muslimska män som patrullerade gatorna i East London under 2013. Deltagarna var medlemmar  i organisationen Shariah Project. Videor som filmats av medlemmarna i patrullen visade hur patrullen konfronterade förbipasserande som inte efterlevde sharialagar genom att ropa "Detta är ett muslimskt område". Exempelvis riktade man sig mot prostituerade, människor som dricker alkohol, par som höll händer och kvinnor som de ansåg var klädda oanständigt, och kallade en man som uppfattades som homosexuell för oren. Två av deltagarna hotade med våld. Tre av männen fick fängelsestraff den 6 december 2013. Den muslimska East London Mosque-gemenskapen fördömde patrullerna som "helt oacceptabla". Domaren i målet sade att påföljderna blev låga eftersom åklagaren inte åtalat för religiösa hatbrott.
Under en aktion i tyska Wuppertal 2014 patrullerade unga salafistiska män gatorna, iklädda uniformer med "Shariapolisen" tryckt på ryggen. De försökte rekrytera ungdomar och få förbipasserande att avstå från spel och alkohol. De affischerade med rubriken "Shariah Controlled Zone". Justitieminister Heiko Maas sa att staten ensam var ansvarig för rättskipningen i Tyskland, och att olagliga parallella system för brottsbekämpning inte skulle tolereras. En 33-åring bakom Wuppertalpatrullen, Sven Lau, publicerade en video på sin hemsida, där han hävdar att "Shariapolisen" aldrig existerat, men att gruppen hade iklätt sig uniformerna under några timmar för att väcka debatt om sharialagar i Tyskland. Gruppen arresterades men friades av domstolen, som konstaterade att det inte är olagligt att bära jackor med texten "Shariapolisen" på, så länge man inte också försöker utöva rättsskipning.